# Pseudostigmatidae
Pseudostigmatidae – wyróżniana dawniej rodzina dużych ważek równoskrzydłych (Zygoptera) występujących w krainie neotropikalnej oraz we wschodniej Afryce (jeden gatunek). Obejmowała największe ze wszystkich ważek równoskrzydłych – około 20 gatunków zgrupowanych w rodzajach: 
- Anomisma
- Coryphagrion
- Mecistogaster
- Megaloprepus
- Microstigma
- Pseudostigma

W nowszych ujęciach systematycznych, w oparciu o badania Dijkstra et al. 2014, rodzaje te zostały włączone do rodziny Coenagrionidae.
Rodzajem typowym rodziny był Pseudostigma.
Charakteryzują się dużymi rozmiarami (do 13 cm długości ciała i 19 cm rozpiętości skrzydeł), długim odwłokiem, zredukowaną pterostygmą (pseudopterostygma) i węzełkiem położonym blisko podstawy skrzydła. Imagines żywią się pająkami budującymi sieci łowne (pajęczyny) lub ich ofiarami.
Afrykański gatunek Coryphagrion grandis z monotypowego rodzaju Coryphagrion był przez długi czas zaliczany do rodziny Megapodagrionidae. Ze względu na duże morfologiczne i ekologiczne podobieństwa do Pseudostigmatidae przypuszczano, że może być blisko spokrewniony z ważkami Nowego Świata. Przypuszczenie to zostało potwierdzone badaniami genetycznymi z 2006 roku. Bliskie pokrewieństwo ważki afrykańskiej z amerykańskimi sugeruje, że ich linie ewolucyjne rozdzieliły się przed rozpadem Gondwany, co najmniej 100 mln lat temu.